# Klarälven
Klarälven je rijeka koja protječe kroz Norvešku i Švedsku, a ulijeva se deltom u najveće švedsko jezero Vänern na kojoj se smjestio grad Karlstad. Klarälven zajedno s Göta älv (rijeka kojom jezero Vänern istječe u Atlantski ocean) čine najdužu rijeku Skandinavije. 
Klarälven izvire iz jezera Rogen u Švedskoj, zatim ulazi u Norvešku gdje utječe u jezero Femunden. U Norveškoj se rijeka nastavlja pod imenom Femundelva i Trysilelva (prijašnji nazivi Klara), ovisno kroz koje područje protječe, sve do ponovnog ulaska u Švedsku, gdje se nastavlja do jezera Vänern, pa dalje kao Göta älv do Göteborga gdje se ulijeva u Atlantski ocean.
Ove dvije rijeke također imaju najveće porječje u Skandinaviji, 50229 km2 uključujući sve rijeke koje se ulijevaju u Vänern, od kojih se 42468 km2  nalazi u Švedskoj, a 7761 km2 u Norveškoj.

## Geografija i geologija
Porječje Klarälvena obično se naziva nor. Klarälvdalen – sliv Klarälv, gdje akumulira mnogo vode na svom putu do Vänerna. Drugi važni izvori vode su snježne planine u sjevernim područjima porječja, koje osiguravaju značajne protoke u proljeće kada se snijeg otopi; godišnje poplave su česte.
Ravni riječni tok sjeverno od Edebäcka Sten De Geer je klasificirao kao "tektonsku dolinu" budući da slijedi zonu Protogine — zonu slabe temeljne stijene prekambrijskog. Tijekom deglacijacije Skandinavije oko 10 000 godina prije sadašnjosti ledenjački se led neravnomjerno povukao s dolinom Klarälven s izbočenim ledenim jezikom dok su okolna brda bila bez leda. Povlačenje leda ostavilo je mrtvi led zakopan u glacifluvijalnim sedimentima doline. Riječni tok sjeverno od Edebäcka formirao je drevni fjord nakon što se oslobodio ledenjačkog leda]i prije nego što je postglacijalni odskok definitivno podigao dno doline iznad mora. Riječni tok južno od Edebäcka vjerojatno je kvartarni otklon uzrokovan akumulacijom ledenjačkih naslaga.
Od kraja posljednjeg ledenog doba, ušće Klarälvena pomaknulo se prema jugu od Forshage do sadašnjeg položaja u Karlstadu i još uvijek se kreće, iako iz različitih razloga, jer rijeka nosi znatne količine pijeska, odsječenog s vanjskih rubova njezinih vijugavih zavoja, uzrokujući da se obala Vänerna stalno pomiče prema jugu.
Intenzivno vijuganje Klarälvena rezultira brojnim mrtvicama, nastalim kao rezultat preoštre krivulje, što na kraju uzrokuje da rijeka stvori novi, kraći put. Umjetni otočić Gubbholmen pronađen u središtu Karlstada također je nastao kao rezultat akumulacije 5,000 tona pijeska koji se transportirao svaki dan tijekom proljetne poplave.
Ulaskom u regiju Karlstad, delta rijeke se dijeli na dva glavna dijela i osam manjih dijelova. Istočni dio se nakon prolaska Gubbholmena razdvaja u dva daljnja glavna kraka (na kraju tri kraka). Zapadni dio se račva na pet krakova.
U prvoj polovici 20. stoljeća geografiju i geologiju kvartara Klarälven proučavali su razni švedski istraživači uključujući Alfreda Elisa Törnebohma, Stena De Geera i Lennarta von Posta.Ovaj posljednji kvartarni geolog umro je 1951. ostavljajući svoje istraživanje nedovršenim, unatoč tome Klarälven je do 1956. bila najproučavanija rijeka u Švedskoj. Izvanredna doktorska teza i publikacija Åkea Sundborga iz 1956. o geomorfologiji i hidrologiji Klarälvena smatra se glavnim referentnim djelom za proučavanje rijeka u Švedskoj.

## Vanjske poveznice
|  | Zajednički poslužitelj ima još gradiva o temi Klarälven |